# Lanmodez
Lanmodez [lɑ̃mɔde] (bretonisch: Lanvaodez) ist eine französische Gemeinde mit 400 Einwohnern (Stand: 1. Januar 2022) im Département Côtes-d’Armor in der Region Bretagne. Sie gehört zum Arrondissement Lannion und zum Kanton Tréguier. Die Bewohner nennen sich Lanmodézien(nes).

## Geografie
Lanmodez liegt östlich der Côte de Granit Rose im äußersten Norden der Bretagne am Ärmelkanal, genauer an der Baie de Pommelin. Die Gemeinde befindet sich rund 28 Kilometer nordöstlich von Lannion. Zur Gemeinde gehören auch die beiden Inseln Île-Coalen und Île Maudez. Nebst dem Dorf Lanmedoz gehören die Siedlungen Le Paradis und Porz Guyon/Kersalous sowie weitere Einzelgehöfte zur Gemeinde. Umgeben wird Lanmodez von den Nachbargemeinden Pleubian im Westen und Norden und Lézardrieux im Süden.

## Bevölkerungsentwicklung
| 1962 | 1968 | 1975 | 1982 | 1990 | 1999 | 2008 | 2019 |
| ---- | ---- | ---- | ---- | ---- | ---- | ---- | ---- |
| 447  | 418  | 394  | 392  | 392  | 431  | 443  | 404  |

## Sehenswürdigkeiten

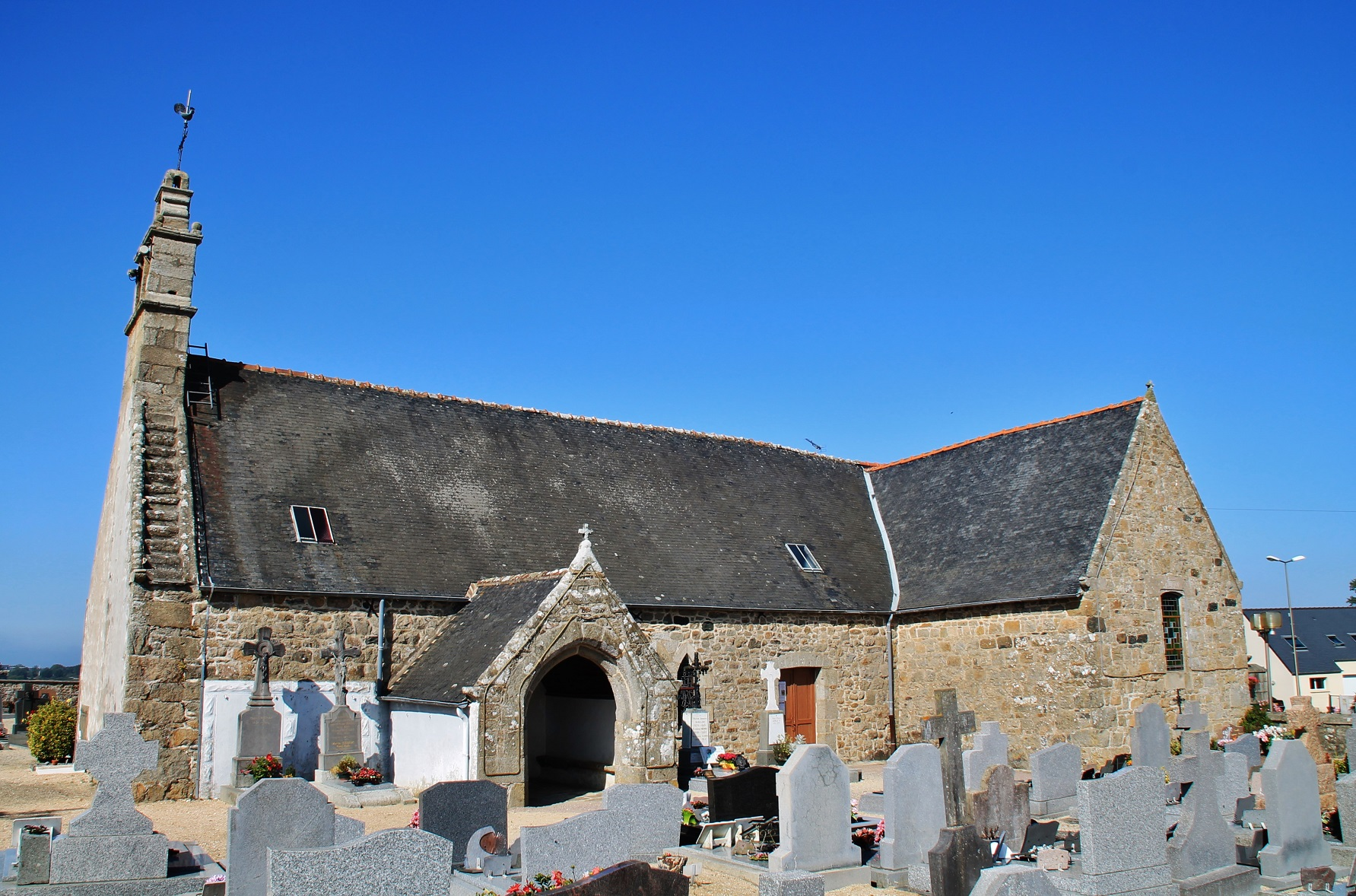
Kirche Saint-Maudez

- Schloss Château de la Villeneuve aus dem 17. Jahrhundert
- Kirche Saint-Maudez aus dem 17. Jahrhundert
- Hauskapelle Saint-Maudez auf der Île Maudez
- verschiedene weitere Kapellen
- Taubenschlag aus dem 17. Jahrhundert
- Überreste der Mühle von Kerranio aus dem 16. Jahrhundert
- sechs weitere Wind- oder Wassermühlen
- Herrenhaus von Kermarquer aus dem 16. Jahrhundert
- Allée couverte auf der Île Coalen

Quelle:

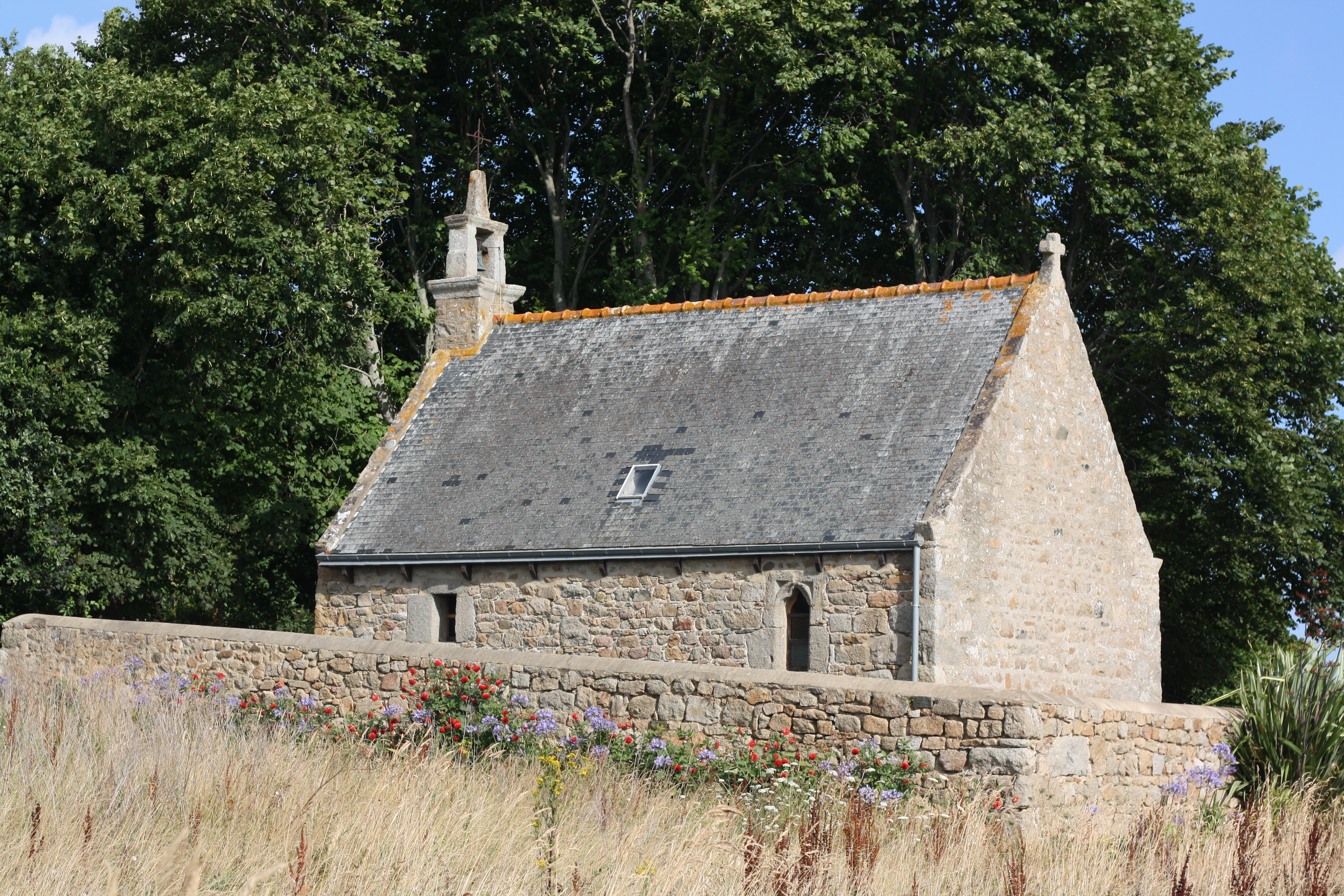
Kapelle Notre-Dame de Bonne-Nouvelle
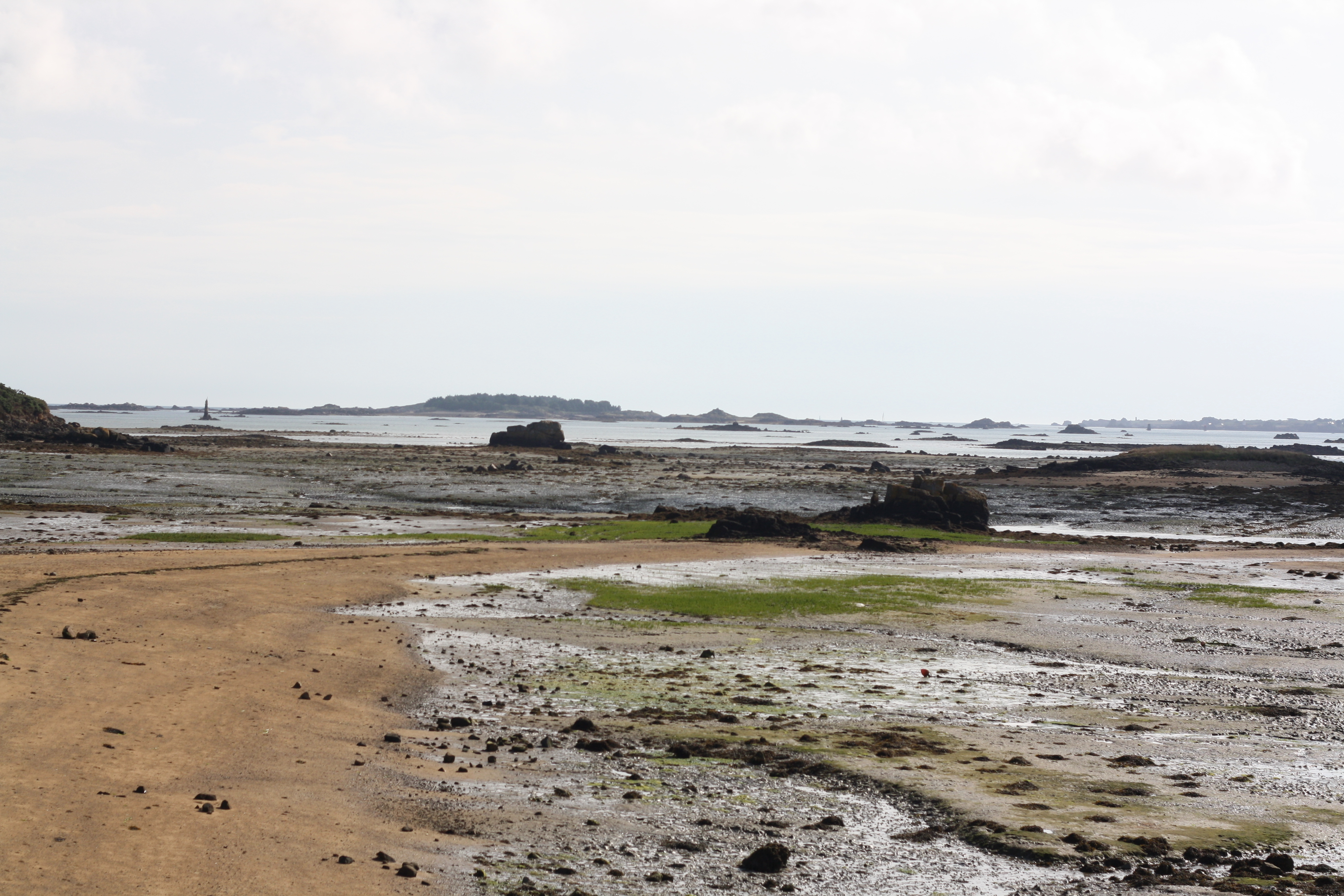
Küste bei Lanmodez
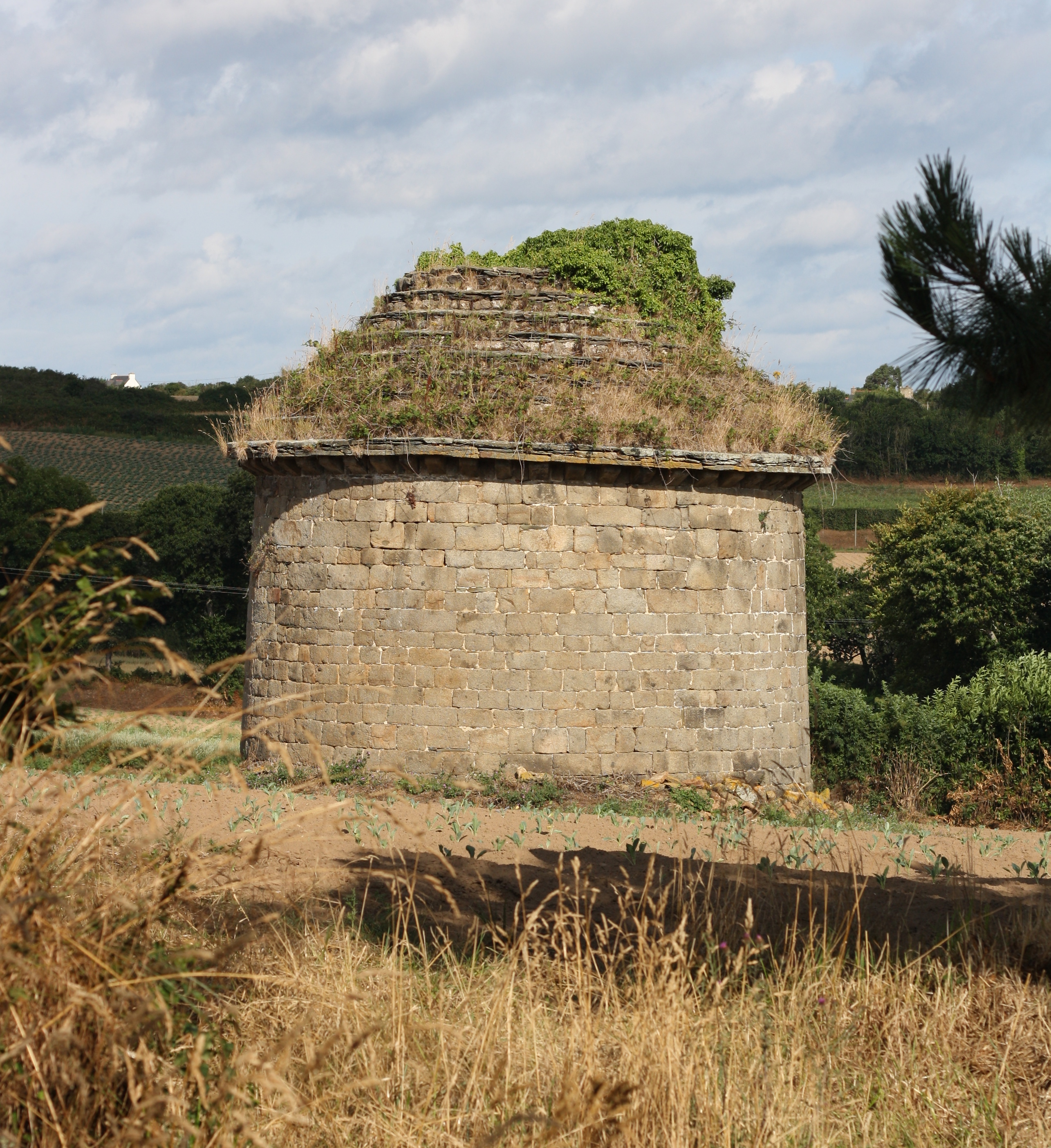
Mühle von Kerranio
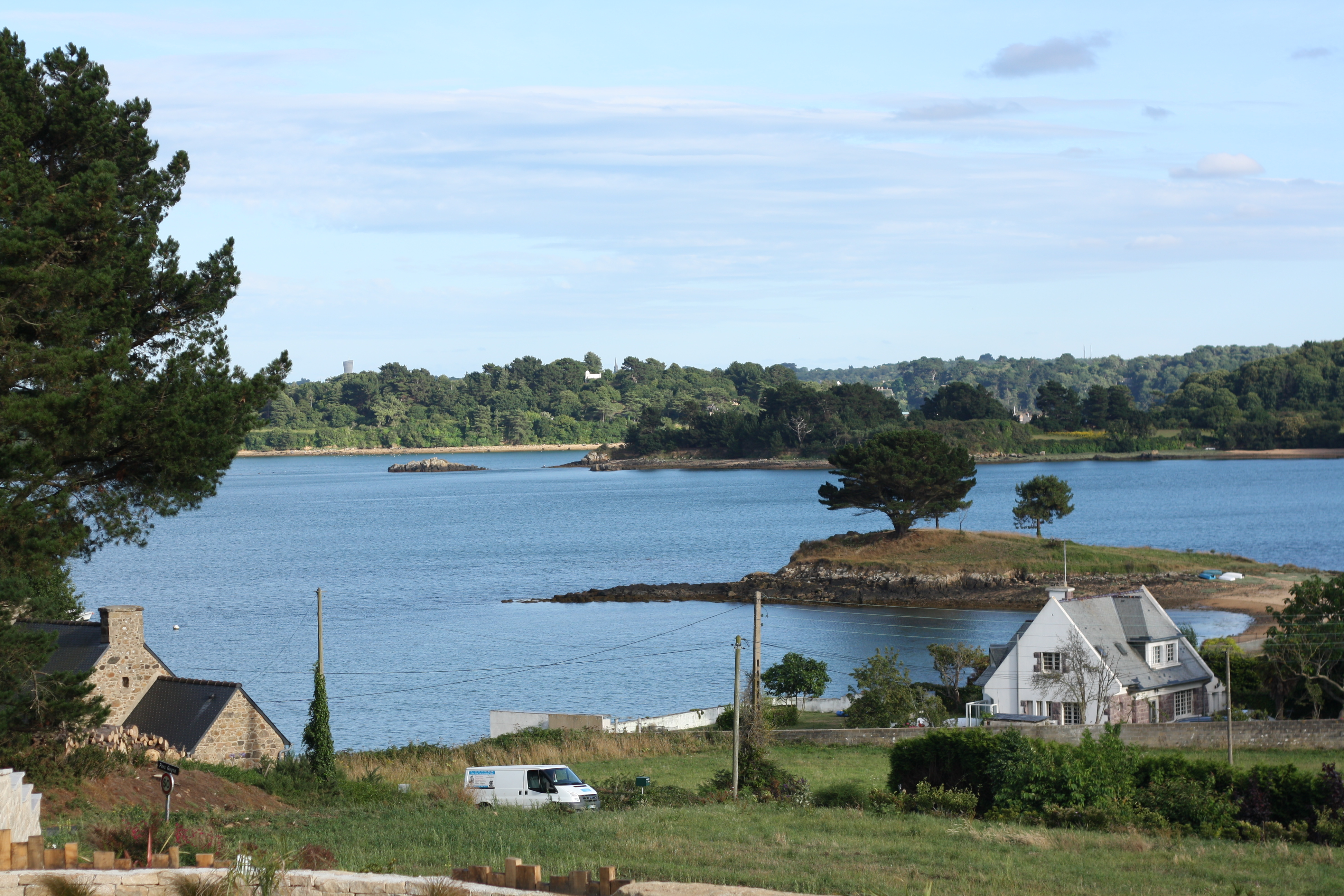
Hafen von Porz Guyon